# Oculus Quest

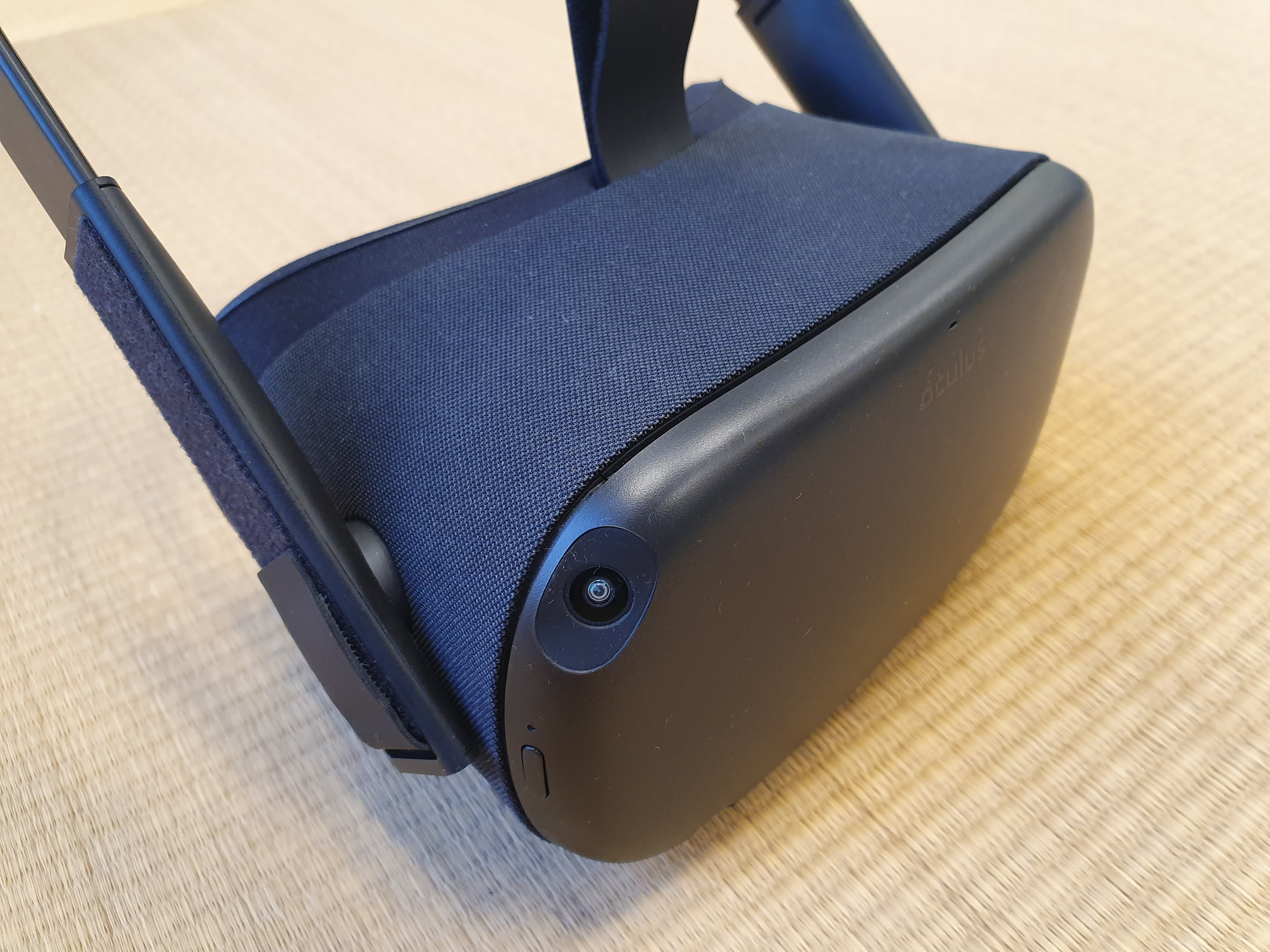
Oculus Quest设备

Oculus Quest是由Meta的Oculus部门所开发的虚拟现实 (VR) 眼镜。其最初于2019年5月21日发布。
与其前身Oculus Go类似，Quest是一款基于Android的独立设备，可以以无线方式运行游戏和软件。它支援六个自由度的位置跟踪，其原理上使用了内部传感器和头显前部的一系列鏡頭，而非当时常见的外部传感器技术。这些鏡頭还被用在了“Passthrough”安全功能的一部分，能够在用户离开划定的安全区域时提醒用户。Quest在之后的软件更新中新增了“Oculus Link”功能，该功能允许Quest设备通过USB连接到外部PC，从而能够執行与Oculus Rift相容的软件和游戏。 